# Skała ilasta
Skała ilasta – skała osadowa zawierająca ponad 50% frakcji pelitowej o ziarnach poniżej 0,01 mm, pochodzenia sedymetacyjnego lub wietrzeniowego, złożona głównie z glinokrzemianów stanowiących produkt wietrzenia chemicznego skał magmowych. Skała zbudowana głównie z illitu, kaolinitu, montmorillonitu lub innych minerałów ilastych, występować mogą również drobne ziarna kwarcu, łyszczyków, węglanów, związków żelaza.